# 미디어워치
미디어워치는 2009년 2월 26일 변희재 등 보수 인사 및 단체들이 창립한 극우 성향 미디어비평 매체이며, 미디어오늘, 미디어스 등에 대항하여 만들어졌다.

## 창립
미디어워치는 2009년 2월 26일 서울 중구 한국프레스센터에서 창간위원회 발족식을 하였다. 창간위원장은 북한민주화포럼 대표인 이동복과 시민과 함께하는 변호사들의 이헌, 변희재가 공동으로 맡았다. 이헌은 창간 취지문에서 "미디어오늘, 미디어스 등 기존 좌파 매체들이 편향된 시각으로 왜곡된 자료를 제시하여 갈등의 골을 깊게 만들었다"며 "편향되지 않은 정확한 현실 인식으로 미디어를 감시하고 미디어 산업지로서 신문, 방송, 인터넷과 뉴미디어 등에 올바른 경영적 대안을 제시할 것"이라 선언했다.

## 활동
미디어워치는 한국예술종합학교 색깔론 논쟁에서 2008년 예산 30억여원이 투입된 통섭교육사업의 부실 의혹을 제기하며 보수 측의 편을 들었고, 진중권의 겸임교수 특혜 의혹을 제기해 그를 공격했다.

### 논문 표절 검증
산하기관이었으나 2014년 분리되어 독립 기관이 된 연구 진실성 검증센터에서는 서남수, 허태정, 조국, 낸시랭, 박영선, 백지연, 손석희, 표창원, 권은희 등의 논문 표절의혹을 제기했다. 그러나 조국 교수 박사논문에 대해 버클리 로스쿨은 논문 표절 심사 결과 "제소에 대한 주의 깊은 검토 결과 조 교수의 1997년 법학박사(J.S.D.) 논문에 대한 표절 주장은 전혀 근거가 없다. 이번 건은 깜도 안 되는 사안이며, 이 논문은 'J.S.D.' 프로그램의 높은 기준을 충분히 충족한다"며 표절 의혹이 사실이 아니란 결정을 내렸으며, "제소자와 연구 진실성 검증 센터는 단지 표절과 학문적 업적을 이해하지 못하고 있음을 보여주는 것이 아니라 문제가 된 논문을 제대로 읽거나 이해하는 것조차 하지 못했다는 걸 보여준다"고 제소자를 비난하는 한편, "우리는 이번 제소의 목적에 조 교수를 괴롭히려는 정치적 동기가 있지 않은지 염려한다"는 입장을 밝혔다.
표창원은 "논문을 검증했다는 사이트에 올라 온 10군데의 표절의혹 내용을 보니 실제 인용규칙을 어기고 따옴표 안에 넣거나 블록 인용 형태로 처리해야 할 직접적인 인용을 출처 표시만 한 채 간접인용 형태로 잘못 표기한 것을 확인했다"고 했으며, "부끄러운 부분을 인정하고 사과하는 것이 반대 진영에 있는 사람으로부터 일부 실수나 잘못을 찾아내 흠집 내기 하려는 의도를 부추기는 결과가 되지 않았으면 한다"고 밝혔다.
2013년 9월 이재명 당시 성남시장의 석사논문 표절 의혹을 제기했으나 논문 지도 교수는 검토 결과 '석사 논문으로써 손색이 없다'고 밝혔다.

## 논란

### 태블릿 PC 허위 주장
미디어워치와 변희재는 박근혜-최순실 게이트 당시 JTBC가 제출한, 최순실이 사용한 태블릿 PC에 대하여 지속적으로 의혹을 제기하였다. 변희재는 이 주장에 대해 전 자유총연맹 회장이자 대표적 친박 인사인 김경재의 지시로 파헤치게 된 것이라고 밝혔으나, 국립과학수사연구원, 서울중앙지방검찰청, 고려대학교 디지털포렌식연구센터에서 여러 차례 최순실이 사용한 태블릿 PC가 맞다는 결론이 도출되었으며. 법원 또한 최순실의 태블릿PC가 맞다는 취지의 판결을 내렸다. 그러나 미디어워치와 변희재는 이를 부정하고 있으며, 지속적으로 보도를 진행한 JTBC 및 손석희 사장을 상대로 시위를 벌이다 명예훼손 혐의로 1심에서 징역 2년의 실형을 선고받았다.

### 국가정보원 관련 의혹
이명박 정부 당시 국가정보원이 미디어워치의 창간 재원을 지원하고 전국경제인연합회와 기업 등에 미디어워치를 지원하라고 압박했고, 실제로 수억원 상당의 광고비가 미디어워치로 들어왔다는 의혹이 제기되었다. 또한 미디어워치의 구독자의 폭을 늘려준 행위를 국가정보원 심리전단의 '2009년 주요사업 성과'로 보고하기도 하였다. 그러나 변희재는 '이슈에 따라 구독자들이 자연적으로 증가했다.' 며 이명박 정부와의 연관성을 부인하였다. 다만 변희재는 국가정보원이 기사를 한두건 요청한 적은 있었으며, 광고비 4억원을 받은 것은 맞지만, 자신이 직접 수주했다고 주장했다.

### 친일 논란
미디어워치는 일본 위안부 피해자인 이용수에 대해 매춘부라고 주장하였다.

## 같이 보기
- 수컷닷컴
- 뉴라이트전국연합
- 변희재